# Ford Evos Concept (2011)
La Ford Evos Concept est un concept car du constructeur automobile américain Ford présenté en 2011.

## Présentation
Le concept car Evos est présenté au salon de Francfort 2011.
À l'occasion du salon de Shanghai 2021, Ford réutilise le nom Evos pour un second concept car préfigurant un modèle de série qui remplacera la Mondeo .

## Aperçu
L'Evos est un coupé quatre portes et quatre places qui a été conçu par Stefan Lamm, Martin Smith et Eugen Enns en tant que poursuite du développement du "Kinetic Design". Comme l'étude Ford Iosis précédente, le véhicule a des portes papillon articulées dans des directions opposées et aucun montant B. Le véhicule hybride rechargeable est entraîné soit par un moteur essence, soit par un moteur électrique, et l'énergie est stockée dans une batterie lithium-ion développée par Ford. Le variateur n'est pas une étude, il a été repris du Ford C-Max Energi, qui est entré en production en série en 2013. Le moteur essence n'est utilisé que lorsque la vitesse maximale de 75 km/h (47 mph) est dépassée en fonctionnement électrique ou que l'électricité stockée pour le moteur électrique s'épuise. L'autonomie totale du concept est de plus de 800 km (500 miles).
Les phares entièrement à LED, qui devaient être disponibles sur les véhicules de série de Ford à l'avenir, sont maintenus très plats et apparaissent donc en forme de fente, la calandre est trapézoïdale et n'est pas aussi étirée que sur les modèles Ford actuels. Les passages de roues larges et évasés donnent au véhicule une impression très sportive. À l'arrière de la voiture, il y a une bande de feux arrière continue, un échappement central, également trapézoïdal, et un grand diffuseur de couleur argentée.
Il y a quatre sièges baquets à l'intérieur et les aménagements sont entièrement numériques. À des vitesses plus élevées, les informations moins importantes sont automatiquement masquées pour réduire le risque de distraction. La liste de lecture du système audio, ainsi que les réglages pour la climatisation, la position du siège et même la coordination de la direction souhaitée, du châssis et de la transmission doivent être définis de manière entièrement automatique par le conducteur via l'accès au cloud. L'électronique utilise les sièges pour déterminer le pouls du conducteur pendant la conduite et adapter la voiture à sa condition physique; des systèmes de filtrage spéciaux protègent également les occupants de l'air impur.